# Sandra Kim
Sandra Kim (született: Sandra Caldarone, Montegnée, Liège, 1972. október 15. –) belga énekesnő.

## Életpályája
Hétéves korában kezdett el énekléssel foglalkozni, több zenei fesztiválnak is résztvevője volt. 1984-ben harmadik helyen végzett a Liège-i dalfesztiválon, 1985-ben pedig negyedik a milánói "Ambrogino d'Oro" fesztiválon.
Az 1986-os Eurovíziós Dalfesztiválon J’aime la vie ("Szeretem az életet") című dalával Belgium első, és eddigi egyetlen győzelmét aratta. Ekkor mindössze tizenhárom éves volt, ezzel ő a dalfesztivál legfiatalabb győztese. Valószínűleg ez a rekord nem fog megdőlni, mert 1990-től érvényben van az a szabály, amely kimondja, hogy csak tizenhat éven felüliek vehetnek részt a versenyen. A győztes dal Belgiumban dupla-platinum minősítést ért el, és világszerte közel másfél millió példányban kelt el. Ugyanebben az évben részt vett a Yamaha fesztiválon is, ott második helyezést ért el.
1994-ben feleségül ment Olivier Gerard-hoz, akitől 1995-ben vált el. 2001-től Jurgen Delanghe-gal él házasságban.

## Diszkográfiája
- 1986: J’aime la vie
- 1988: Bien dans ma peau
- 1991: Balance tout (francia nyelvű kiadás) / Met open ogen (holland)
- 1993: Les Sixties (francia) / Sixties (holland)
- 1997: Onvergetelijk
- 1998: Heel diep in mijn hart
- 2002: J’aime la vie (Best of)
- 2011 : Make Up